# Ádám Nagy
Ádám Nagy, né le 17 juin 1995 à Budapest, est un footballeur international hongrois, il évolue au poste de milieu de terrain à Spezia Calcio.

## Biographie

### En club
Ádám Nagy commence sa carrière professionnelle au Ferencváros TC en 2014. Il remporte avec son club le championnat de Hongrie en 2016, avec 25 matchs disputés durant la saison. 

### En équipe nationale
En équipe nationale, il est convoqué avec les moins de 19 ans, puis les moins de 20 ans, équipe avec laquelle il participe à la Coupe du monde de 2015. Lors du mondial junior organisé en Nouvelle-Zélande, il  joue quatre matchs : contre la Corée du Nord, le Brésil et le Nigeria en phase de poules, puis contre la Serbie en huitièmes de finale.
Il joue ensuite en équipe espoirs. Il réalise ses débuts en sélection A en 2015. Son premier match a lieu le 7 septembre 2015 contre l'Irlande du Nord, lors d'une rencontre rentrant dans le cadre des éliminatoires de l'Euro 2016.
Ádám Nagy est ensuite retenu par le sélectionneur allemand Bernd Storck afin de disputer l'Euro 2016 organisé en France.
Quatre ans plus tard, il est de nouveau convoqué pour participer à l'Euro 2020. 
En mai 2024, il est sélectionné par Marco Rossi pour participer à l'Euro 2024 avec la Hongrie.

## Palmarès
- Champion de Hongrie en 2016 avec Ferencváros
- Vainqueur de la Coupe de Hongrie en 2015 et 2016 avec Ferencváros
- Vainqueur de la Coupe de la Ligue hongroise en 2015 avec Ferencváros
- Vainqueur de la Supercoupe de Hongrie en 2015 avec Ferencváros